# Kaushalya Madushani
Kaushalya Madushani (en cingalés: කෞෂල්‍යා මධුෂානි)  (Kuliyapitiya, 13 de diciembre de 1995 - Dummalasuriya, 24 de abril de 2022) fue una atleta y velocista esrilanquesa.

## Carrera
Durante el Campeonato asiático juvenil de atletismo de 2014, ganó una medalla de plata en la prueba de 400 m con vallas para mujeres. Obtuvo la medalla de oro en el evento de 400 m con vallas femenino durante el Campeonato Nacional de Atletismo de 2016 y fue seleccionada como la mejor vallista de la competencia. También obtuvo el oro en los 400 m con vallas femenino durante el Festival Nacional de Deportes de 2016.
Hizo su debut en los Juegos del Sur de Asia de 2016, donde ganó la medalla de bronce en los 400 metros con vallas femenino.
También representó a Sri Lanka en los Juegos del Sur de Asia de 2019 y ganó dos medallas en el evento multideportivo, incluido un oro en el evento por equipos de relevos de 4 × 400 m femenino (junto con Omaya Udayangani, Gayanthika Abeyratne y Dilshi Kumarasinghe) y una de plata en los 400 m con vallas femenino.
En abril de 2022, también se alzó como ganadora en la categoría femenina de 400 m con vallas en el 100.º Campeonato Nacional de Atletismo, con un tiempo de 58,73 s.

## Muerte
El 24 de abril de 2022 murió, a la edad de 26 años, en su residencia en Dummalasuriya. Se reveló que el día anterior a su muerte fue galardonada como la mejor corredora de vallas durante una ceremonia de premiación en el Estadio Mahinda Rajapaksa, en Diyagama, dentro de la ceremonia que se llevó a cabo para felicitar a los atletas por sus logros en el 100.° Campeonato Nacional de Atletismo de 2022. Ese mismo día se le otorgó el Trofeo Glucolin Challenge como mejor corredora de vallas en reconocimiento a sus notables actuaciones en el Campeonato Nacional de Atletismo de 2022. La división de policía de Kuliyapitiya reveló que se cree que su muerte fue un caso de suicidio, ya que fue encontrada ahorcada en su casa.